# Underberg (plaats)
Underberg is een plaats in de Zuid-Afrikaanse provincie KwaZoeloe-Natal en grenst aan Lesotho. In 2011 telde het dorp 2694 inwoners. Underberg werd gesticht in 1917, toen er een spoorlijn werd aangelegd vanuit Pietermaritzburg. De belangrijkste bron van inkomsten is er de landbouw, terwijl het toerisme de tweede plaats inneemt.
De plaats ligt aan de voet van de Hlogoma Peak, een 1900 meter hoge berg in de Drakensbergen, een bergketen in het zuidoosten van Zuid-Afrika. Deze locatie verklaart tevens de naam van de plaats. Underberg heeft zich ontwikkeld tot een startpunt voor toeristische activiteiten in de nabijgelegen bergen. In 2007 werd de Southern Drakensberg Community Tourism Organisation opgezet om het toerisme in de regio te promoten. Er zijn verschillende hotels en eetgelegenheden geopend. Eén van de belangrijkste activiteiten in de omgeving is het vliegvissen. Daarnaast worden de standaard bergsportactiviteiten als kajakken, wandelen, mountainbiken en zeilvliegen aangeboden.

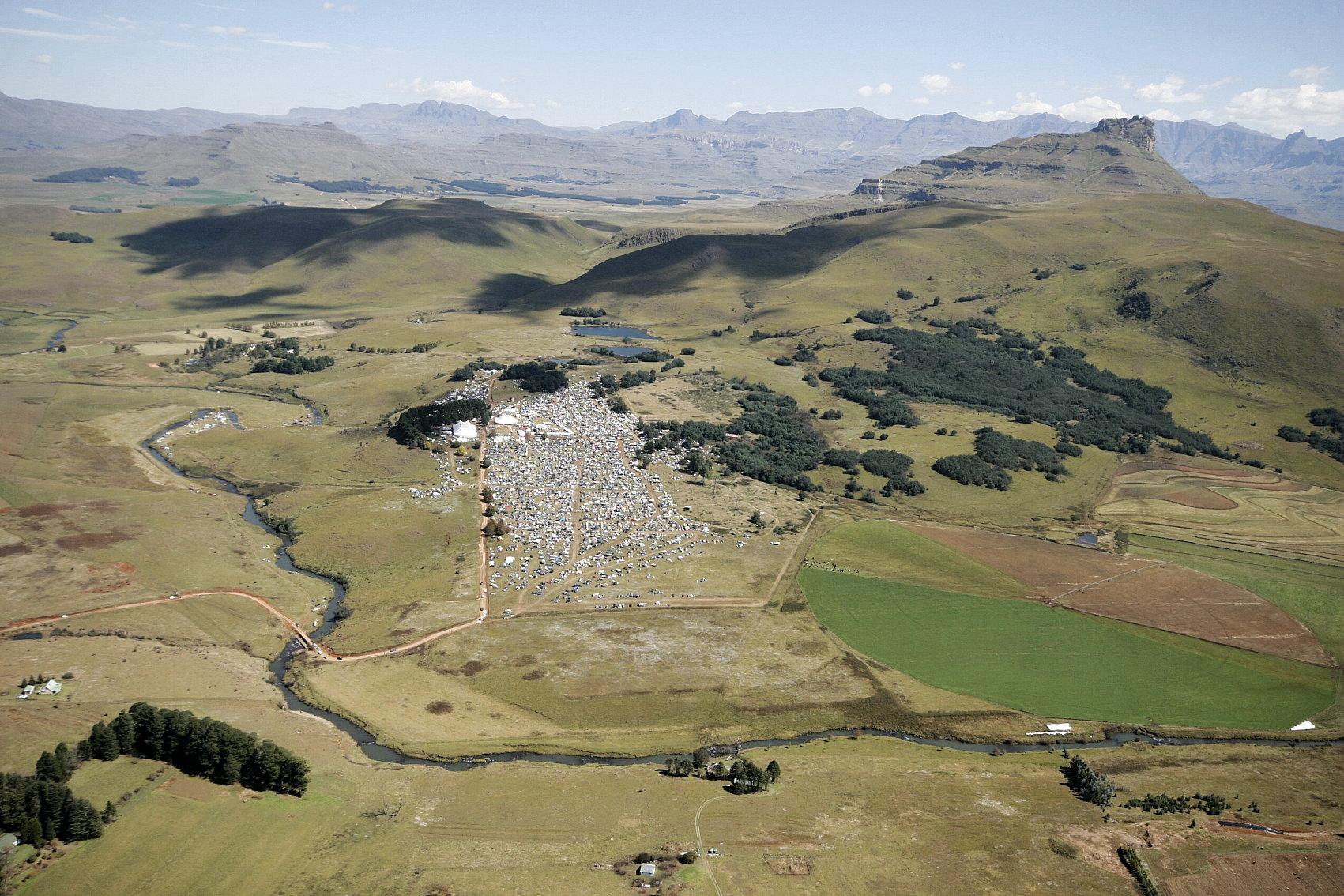
Luchtfoto van het Splashy Fen-festvial

Splashy Fen, een jaarlijks openlucht muziekfestival, wordt gehouden bij een boerderij in de buurt van Underberg. Dit festival is het oudste festival van Zuid-Afrika en wordt elk jaar in het paasweekend gehouden. Het festival draait met name om folk- en popmuziek.

## Subplaatsen
Het nationaal instituut voor de statistiek, Stats SA, deelt sinds de census 2011 deze hoofdplaats in in 3 zogenaamde subplaatsen (sub place):
Scotston • Underberg East • Underberg SP.